# Ischyropsalis robusta
Sabacon robusta is een hooiwagen uit de familie Ischyropsalididae.